# 더 소우 - 해빙
《더 소우 - 해빙》(영어: The Thaw)은 미국과 캐나다에서 제작된 마크 A. 루이스 감독의 2009년 SF 공포 스릴러 영화이다. 마사 매카이작, 밸 킬머, 에런 애슈모어 등이 출연하였고, 트렌트 칼슨 등이 제작에 참여하였다.
이 영화는 대체로 부정 평가를 받았다.

## 줄거리
데이비드 크루펀 박사는 캐나다 북부 북극 제도 노스웨스트 준주 뱅크스섬에서 기후 변화가 북극곰에게 미치는 영향을 탐구 중이다.
연구 참가자 몇 명이 어떤 벌레에게 물린 뒤 인근 눈과 얼음이 해빙된 결과로 털매머드 시체 하나가 모습을 드러내고 그 안에서 둥지를 튼 벌레 알도 함께 발견된다. 곧 대원들은 벌레에게 살이 파먹혀 죽어나가기 시작한다.
곧 지구 온난화로 인해 선사 시대 기생충들이 활동을 재개하기 시작한 것으로 밝혀지고, 연구팀은 이를 불에 태우거나 발로 밟아 죽이면서 대응한다. 하지만 번식 속도가 너무 빨라 벌레에게 속수무책으로 당하고, 일부는 죽음의 공포 앞에서 고의로 탈출 수단을 파괴하며 다른 이들이 생존할 기회를 막는다.
한편 크루펀 박사의 딸 에벌린은 박사가 기후 위기의 위험성을 알리기 위해 의도적으로 벌레에 감염되었으며, 이 상태로 문명 세계로 돌아가 벌레를 퍼뜨릴 생각이라는 걸 알게 된다.
구조 헬리콥터가 도착해 크루펀 박사를 태우자 에벌린은 헬기에 총을 쏴서 추락시키고, 헬기가 폭파하면서 박사의 계획은 저지된다. 그러나 이런 시도조차도 아무 소용이 없이 영화는 벌레들이 미대륙 전체에 퍼져나갈 것임을 예고한다.

## 출연
- 마사 매카이작 - 에벌린 크루펀 역
- 에런 애슈모어 - 애텀 게일런 역
- 카일 슈미드 - 페더리코 풀처 역
- 스테프 송 - 링 첸 역
- 밸 킬머 - 데이비드 크루펀 박사 역
- 서배스천 개키 - 채드, 에벌린의 친구 역
- 윌리엄 B. 데이비스 - 테드 역
- 피터 컬래미스 - 마이크 역
- 에번 애덤스 - 앤더스 교수 역

## 기타 제작진
- 협력 제작: 시드니 츄, 키 와이트
- 배역: 캔디스 엘징가
- 미술: 마이클 N. 웡
- 세트: 테리 조지프
- 의상: 퍼트리샤 하그리브스